# مکس کروزه
مکس بنت کروزه (آلمانی: Max Bennet Kruse؛ زادهٔ ۱۹ مارس ۱۹۸۸) بازیکن سابق فوتبال اهل آلمان است که در پست مهاجم بازی می کرد. ۲۰ دسامبر ۲۰۲۳ از فوتبال خداحافظی کرد.